# 철학자의 죽음
철학의 기록된 역사는 소크라테스의 주목할만한 죽음으로 시작됐다고 종종 말해진다. 그 이후로, 다른 많은 주목할만한 철학자의 죽음이 있었다.

## 목록
- 기원전 495년 - 전설에 따르면 피타고라스는 크로톤의 사이런이 이끈 밀로 가문에 대한 공격 중에 사망했으나 이는 매우 논란의 여지가 있다.
- 기원전 479년 - 공자는 아들과 사랑하는 제자들을 잃은 후 자연사로 사망했다.
- 기원전 475년 - 키지코스의 네안테스는 헤라클레이토스가 수종병을 치료하지 못한 후 배설물에 덮인 채로 죽었다고 보고했다.
- 기원전 458년 - 발레리우스 막시무스에 따르면 엘레아의 제논은 폭군 네아르쿠스의 귀를 물어뜯은 뒤 그에게 고문받고 살해당했다고 한다.
- 기원전 435년 - 전설에 따르면 엠페도클레스는 에트나산의 분화구에 뛰어들어 자살했다고 한다.
- 기원전 420년 - 일부 보고에 따르면, 프로타고라스는 난파선으로 인해 사망했다고 한다.
- 기원전 400년경 - 싯다르타 고타마는 오염된 음식을 먹고 사망했다.
- 기원전 399년 - 젊은이들을 타락시켰다는 죄로 사형선고받은 소크라테스는 플라톤의 파이돈에 나와있듯 친구들과 함께 있으면서 독당근을 마셨다.
- 기원전 348년 - 플라톤은 트라키아의 플루트를 연주하는 소녀의 세레나데를 들으며 죽었거나, 결혼 잔치에서 죽었거나, 잠자리에서 죽었을 가능성이 있다.
- 기원전 338년 - 전설에 따르면 이소크라테스는 굶어죽었다고 한다.
- 기원전 323년 - 시노페의 디오게네스의 죽음에 대한 기록은 서로 다르다. 그는 날 문어를 먹거나, 개에 물려지거나, 숨을 참아 죽었다고 한다. 그는 자신의 시체를 도시 성벽 밖에 두고 동물과 새들을 위한 잔치를 벌이라는 지시를 남겼다.
- 기원전 322년 - 아리스토텔레스가 위장병으로 사망했다.
- 기원전 320년 - 고대 자료에 따르면 폭군 니코크레온이 아낙사르쿠스를 박격포에 넣고 쇠막대기로 찧어 죽였다고 한다. 아낙사르쿠스는 그 형벌을 가볍게 여겼다고 한다.
- 기원전 314년 - 크세노크라테스는 청동 냄비에 걸려 넘어져 머리를 다쳐 사망했다.
- 기원전 270년 - 에피쿠로스는 신장결석으로 사망했다.
- 기원전 262년 - 스토아학파의 창시자인 키티온의 제논이 넘어져 발가락이 부러진 후 숨을 참다가 사망했다.
- 기원전 212년 - 아르키메데스는 그가 해를 당해서는 안된다는 명령에도 불구하고 시라쿠사 포위전 중에 로마 군인에게 살해당했다.
- 기원전 207년 - 크리시포스는 당나귀에게 와인을 준 뒤 당나귀가 무화과를 먹으려고 하는 것을 보고 웃음이 나서 죽었다고 한다.
- 기원전 52년 - 루크레티우스는 사랑의 물약을 먹고 미쳐 자살한 것으로 알려져 있다. (논란 있음)
- 기원전 43년 - 키케로는 포르미아에 있는 자신의 빌라를 떠나던 중 마르쿠스 안토니우스가 보낸 것으로 추정되는 두 명의 살인자에게 참수당했다.
- 기원후 65년 - 사도 바울은 네로 황제의 명령에 따라 참수당했다.
- 기원후 65년 - 세네카는 네로 황제와 불화가 생긴 후 자살을 강요받았다.
- 기원후 100년 - 사도 요한은 자연사로 사망했다. 그는 12사도 중 순교하지 않은 유일한 사람이었다.
- 180년 - 마르쿠스 아우렐리우스는 아마도 안토니누스 역병으로 인한 질병으로 사망했다.
- 415년 - 히파티아가 기독교인 폭도들에게 린치당했다.
- 420년 - 성 제롬은 베들레헴에서 자연사했다.
- 430년 - 성 아우구스티누스는 반달족이 도시를 포위하는 동안 히포에서 사망했다.
- 526년 - 보에티우스는 그를 고용했던 동고트족의 왕 테오도리크의 명령에 의해 교살당했다.
- 1141년 - 유다 할레비가 예루살렘 순례 중 살해됐다.
- 1180년 - 아브라함 이븐 다우드가 순교했다.
- 1204년 - 마이모니데스는 광범위한 여행 후 피로로 사망했다.
- 1274년 - 토마스 아퀴나스는 아가서에 대한 해설을 하던 중 외상성 뇌손상으로 사망했다.
- 1277년 - 교황 요한 21세(일반적으로 스페인의 논리학자 베드로와 동일시됨)가 지붕 붕괴로 사망했다.
- 1284년 - 브라반트의 시제르가 그의 서기에 의해 칼에 찔려 사망했다.
- 1415년 - 얀 후스가 콘스탄츠 공의회에서 처형됐다.
- 1487년 - 요안니스 아르기로풀로스가 수박을 너무 많이 먹어서 사망한 것으로 추정된다.
- 1527년 - 니콜로 마키아벨리는 58세의 나이에 위장병으로 사망했다.
- 1535년 - 토마스 모어는 헨리 8세와 사이가 틀어지자 1535년에 참수형을 당했다.
- 1546년 - 마르틴 루터가 메니에르 병으로 사망했다.
- 1572년 - 지롤라모 마기가 콘스탄티노플 감옥장의 명령에 따라 교살당해 처형됐다. 마기는 파마구스타에서 터키의 포위 공격 중에 체포된 후 투옥돼있었다.
- 1572년 - 피터 라무스가 성 바트톨로메오 축일 학살 사건으로 사망했다.
- 1600년 - 조르다노 브루노가 종교재판에 의해 화형당했다.
- 1619년 - 루실리오 바니니도 종교재판에 의해 화형됐다.
- 1626년 - 프랜시스 베이컨이 냉장실험으로 닭에 눈을 채우던 중 폐렴에 걸려 사망했다.
- 1640년 - 우리엘 다 코스타는 자신이 모욕한 종교 집단에 의해 구타당하고 짓밟힌 후 집으로 돌아가 자살했다.
- 1650년 - 르네 데카르트가 스웨덴의 크리스티나 여왕에게 수업을 하기 위해 일찍 일어나면서 감기에 걸려 사망했다.
- 1677년 - 바뤼흐 스피노자가 폐질환으로 사망했는데, 이 질병은 결핵이나 실리코증이었을 것으로 생각되며, 렌즈 연마공으로 일하는 동안 유리 먼지를 흡입하여 발병했다.
- 1683년 - 알제넌 시드니가 반역죄로 처형됐다.
- 1704년 - 존 로크가 호흡기 질환으로 사망했다.
- 1716년 - 고트프리트 빌헬름 라이프니츠는 1716년 11월 14일 하노버에서 관절염과 통풍으로 장기간 투병하다가 사망했다. 그의 장례식에 참석한 사람은 요한 게오르크 폰 에크하르트뿐이었다.
- 1778년 - 장자크 루소가 뇌졸중으로 사망했다.
- 1778년 - 볼테르는 그의 비극 이렌의 개막식에 참석하기 위해 파리로 5일간 여행한 후 사망했다.
- 1790년 - 벤자민 프랭클린이 흉막염으로 사망했다.
- 1794년 - 콩도르세 후작이 감옥에서 사망했다.
- 1814년 - 요한 고틀리프 피히테가 나폴레옹에 대한 전쟁 중 베를린에서 발진티푸스로 사망했다.
- 1826년 - 토마스 제퍼슨은 진단되지 않은 전립선암에서 비롯된 다양한 문제의 합병증으로 사망했다.
- 1831년 - 게오르크 빌헬름 프리드리히 헤겔은 베를린에서 콜레라가 창궐하는 동안 위장병으로 사망했다.
- 1832년 - 요한 볼프강 폰 괴테가 바이마르에서 심근 경색으로 사망했다.
- 1837년 - 자코모 레오파르디가 콜레라 유행병 도중의 나폴리에서 사망했는데, 아마도 폐부종 때문일 것이다.
- 1860년 - 아르투어 쇼펜하우어가 폐호흡부전으로 사망했다.
- 1862년 - 헨리 데이비드 소로가 44세의 나이에 결핵으로 사망했다.
- 1864년 - 페르디난트 라살이 결투에서 사망했다.
- 1866년 - 윌리엄 휴얼이 말에서 떨어져 치명적 부상을 입었다.
- 1876년 - 필립 마인랜더는 오펜바흐에 있는 자신의 집에서 목을 맸다.
- 1882년 - 랄프 왈도 에머슨이 폐렴으로 사망했다.
- 1882년 - 윌리엄 제번스가 목욕 중 익사했다.
- 1883년 - 칼 마르크스가 64세의 나이에 기관지염으로 사망했다.
- 1900년 - 프리드리히 니체가 정신붕괴 이후 사망했다.
- 1901년 - 폴 레가 산에서 떨어져 사망했다.
- 1903년 - 오토 바이닝거가 권총으로 자살했다.
- 1906년 - 루트비히 볼츠만이 자살했다.
- 1910년 - 카를로 미켈슈테터가 자신의 집에 있던 권총으로 자살했다.
- 1911년 - 폴 라파르그가 그의 아내 로라 마르크스와 함께 자살했다.
- 1915년 - 에밀 라스크가 제1차 세계대전에 참전 중 전사했다.
- 1916년 - J. 하워드 무어가 시카고 잭슨 파크에서 자살했다.
- 1917년 - 아돌프 레이나흐는 제1차 세계대전 도중 플랑드르의 Diksmuide 외곽에 떨어졌다.
- 1919년 - 로자 룩셈부르크가 자유군단에 의해 살해됐다.
- 1924년 - 블라디미르 레닌이 뇌출혈로 사망했다.
- 1928년 - 알렉산드르 보그다노프가 수혈 실험 중 하나로 인해 사망했다.
- 1930년 - 프랭크 램지가 26세의 나이에 "황달에 걸려" 사망했다. (황달 자체는 사망 원인이 아니며 용혈성 혹은 간 질환을 나타낸다)
- 1931년 - 자크 에르브랑이 23세의 나이로 알프스에서 등산 사고로 사망했다.
- 1936년 - 모리츠 슐리크가 미친 학생에게 살해당했다.
- 1937년 - 구스타프 슈펫은 반소련 조직에 연루된 혐의로 처형당했다.
- 1937년 - 파벨 플로렌스키는 초법적인 NKVD 트로이카에 의해 사형을 선고받은 뒤 총에 맞아 사망했다.
- 1937년 - 안토니오 그람시는 베니토 무솔리니에 의해 투옥돼있는 동안 사망했다.
- 1939년 - 스타니스와프 이그나치 비트키에비치는 소련이 폴란드를 침공한 다음 날, 베로날을 과다복용하고 손목을 베려고 시도하여 자살했다. 이는 그의 절친한 친구와 함께 공동자살을 계획했으나 그녀는 살아남았다.
- 1940년 - 발터 벤야민은 나치를 피해 도망가다 스페인-프랑스 국경에서 자살했다.
- 1940년 - 레온 트로츠키는 스탈린의 명령에 따라 멕시코에서 소련 요원인 라몬 메르카데르에 의해 대부분의 가족처럼 암살당했다.
- 1941년 - 앙리 베르그송은 유대인으로 등록하기 위해 몇시간 동안 줄을 선 후에 걸린 것으로 추정되는, 폐렴으로 인해 점령된 파리에서 사망했다.
- 1941년 - 쿠르트 그렐링이 나치에 의해 살해됐다.
- 1941년 - 에디트 슈타인이 아우슈비츠 강제수용소의 가스실에서 사망했다.
- 1942년 - 조르주 폴리처가 나치에 의해 처형됐다.
- 1943년 - 시몬 베유가 굶어 죽었다. (기술적 사망 원인은 결핵이었으며 영양실조로 인해 악화됐을 가능성이 있다)
- 1944년 - 장 카바이에스가 게슈타포에게 총격당했다.
- 1944년 - 알베르 라우트망이 게슈타포에게 총격당했다.
- 1944년 - 마르크 블로크는 프랑스 레지스탕스 활동으로 인해 게슈타포에게 총격당했다.
- 1944년 - 조반니 젠틸레가 공산주의 빨치산에 의해 살해당했다.
- 1945년 - 디트리히 본회퍼가 교수형에 처해졌다.
- 1945년 - 게르하르트 겐첸이 러시아군에 의해 포로수용소에 수감돼 영양실조로 사망했다.
- 1945년 - 연합군이 라이프치히를 점령한 후, 에른스트 베르크만은 자살했다.
- 1945년 - 요한 하위징아는 Arnhem 근처 Gelderland의 De Steeg에서 사망했으며 그곳에서 나치에 의해 구금됐다.
- 1945년 - 미키 기요시가 감옥에서 사망했다. 그는 당국으로부터 도망치던 친구를 도운 뒤 투옥됐다.
- 1948년 - 모한다스 간디가 힌두교 광신자에게 총격받아 살해당했다.
- 1951년 - 루트비히 비트겐슈타인은 62번째 생일을 맞은 지 3일 후 아일랜드에서 암으로 사망했다. 그의 유언은 "나는 멋진 삶을 살았다고 전해주시오."였다.
- 1954년 - 앨런 튜링이 시안화물에 중독된 사과를 먹었다. 당시 그는 화학적 우울증으로 인해 자살한 것으로 여겨졌으나 그의 죽음은 단지 사고였을 가능성이 있다.
- 1960년 - 알베르 카뮈가 자동차 사고로 사망했다.
- 1961년 - 모리스 메를로퐁티가 데카르트에 대한 강의를 준비하던 중 뇌졸중으로 사망했다.
- 1963년 - W. E. B. 듀보이스는 가나에서 디프테리아로 사망했다.
- 1965년 - 맬컴 엑스가 암살당했다.
- 1968년 - 마틴 루터 킹 목사가 암살당했다.
- 1969년 - 테오도르 아도르노는 3,000 미터 높이의 산을 오르려 시도한 후 심계항진을 겪었고, 이후 심장마비를 겪었다.
- 1970년 - 버트런드 러셀이 웨일즈에서 독감으로 사망했다. 종교의식은 없었다.
- 1971년 - 리처드 몬터규가 남성 매춘부에게 구타당해 사망했다.
- 1973년 - 아밀카르 카브랄이 아프리카의 포르투갈 식민지의 독립을 위해 싸우던 중 암살당했다.
- 1977년 - 얀 파토츠카는 체코슬로바키아 비밀경찰에게 11시간 동안 심문받은 후 뇌졸중으로 사망했다.
- 1978년 - 쿠르트 괴델은 독살을 두려워하여 먹지 않고 굶어 죽었다.
- 1979년 - 에발트 일렌코프가 자살했다.
- 1979년 - 니코스 풀란차스는 아파트 건물 20층에서 뛰어내려 자살했다.
- 1980년 - 롤랑 바르트는 미래의 프랑스 대통령 프랑수아 미테랑과의 오찬을 마치고 나온 후 세탁 트럭에 치여 거리에서 사망했다.
- 1980년 - 악명높은 흡연가인 장폴 사르트르가 폐부종으로 사망했다.
- 1983년 - 아서 쾨슬러는 질병에 대한 고통스런 싸움 끝에 약물을 과다복용해 세번째 아내 신시아와 함께 자살했다.
- 1984년 - 미셸 푸코는 HIV에 감염돼 에이즈로 사망한 최초의 프랑스 유명인사가 됐다.
- 1986년 - 시몬 드 보부아르가 폐렴으로 사망했다.
- 1990년 - 루이 알튀세르가 심장마비로 사망했다.
- 1992년 - 펠릭스 가타리가 심장마비로 사망했다.
- 1994년 - 데이비드 스토브는 질병에 대한 고통스런 싸움 끝에 스스로 목을 매 자살했다.
- 1994년 - 사라 코프만은 니체의 생일에 자살했다.
- 1994년 - 기 드보르는 다발신경염에 대한 고통스런 싸움 끝에 자신을 총으로 쏘아 자살했다.
- 1995년 - 질 들뢰즈는 4층 아파트 창문에서 뛰어내려 자살했다.
- 1998년 - 디미트리스 리안티니스가 타이게토스산에서 자살했다.
- 2000년 - 윌러드 밴 오먼 콰인이 알츠하이머병으로 사망했다.
- 2001년 - 데이비드 루이스가 당뇨병 관련 합병증으로 사망했다.
- 2002년 - 로버트 노직이 위암으로 사망했다.
- 2002년 - 존 롤스가 심부전으로 사망했다.
- 2004년 - 자크 데리다가 췌장암으로 사망했다.
- 2006년 - 머레이 북친이 울혈성 심부전으로 사망했다.
- 2007년 - 앙드레 고르츠는 아내와 함께 독극물 주사로 사망했다.
- 2008년 - 데이비드 포스터 월리스가 캘리포니아주 클레어몬트에 있는 자신의 집 뒤쪽 현관에서 목을 매달아 자살했다.
- 2009년 - G. A. 코언이 뇌졸중으로 사망했다.
- 2017년 - Anne Dufourmantelle는 두 명의 어린이를 구출하려다 익사했다.
- 2017년 - 마크 피셔가 목 매달아 자살했다.
- 2019년 - 아그네스 헬러는 수영하던 중 발라토날마디 근처 벌러톤호에서 익사했다.
- 2020년 - 베르나르 스티글러가 자살했다.
- 2020년 - 데이비드 그레이버가 괴사성 췌장염으로 사망했다.
- 2022년 - 다리야 두기나가 테러 공격으로 사망했다.
- 2022년 - 솔 크립키가 췌장암으로 사망했다.